# Gustave de Clausonne
Pour les autres membres de la famille, voir Famille Fornier de Clausonne.
Gustave Fornier de Clausonne, dit de Clausonne (1797-1873) est un magistrat français.

## Biographie
Louis Barthélemy Gustave Fornier de Clausonne, baron de Lédenon, naît à Nîmes le 4 février 1797. Il est le fils de François Honoré Barthélémy Auguste Fornier de Clausonne (1760-1826), baron de Lédenon, magistrat, président de la cour royale de Nîmes, et de Jeanne Pauline Verdier-Allut (1774-1852), elle-même fille de Suzanne Verdier et nièce maternelle d'Antoine Allut. Son frère, Casimir Horace Fornier de Clausonne (1798-1830), était avocat, marié avec Marie Suzanne Laure Donzel, et eut Paulin Henri Horace Fornier de Clausonne (1830-1892), magistrat.
Devenu auditeur à la cour d'appel de Nîmes (1819), il passe conseiller en 1828 et président de chambre en 1847. Il prend sa retraite en 1866.
D'une vaste culture, il s'intéresse au droit comme à la musique. Élu à l'Académie du Gard en 1858, il en secrétaire perpétuel de 1867 à sa mort. Il occupe en parallèle de multiples fonctions au sein de l'Église réformée : membre du consistoire de Nîmes (1837-1866), il est à l'initiative d'œuvres d'assistance et d'écoles confessionnelles, et préside la Société biblique de la ville à partir de 1832.
Sous la monarchie de Juillet, il est souscripteur et rédacteur du Journal du Gard, soutien du régime.
Ayant « une position originale au point de vue doctrinal », il combine un libéralisme « très modéré » et un attachement à la tradition et à l'institution des synodes. En 1847, de conserve avec Ferdinand Fontanès et David Tachard, il propose une confédération des consistoires qui suppléerait les synodes. Il s'oppose aussi à Frédéric Monod qui réclame une confession de foi.
Sous le Second Empire, il se veut équilibré : il vote souvent avec la minorité évangéliques contre les libéraux avancés, qui se voient ainsi refuser la majorité. Contre la plupart des libéraux, il prône le maintien d'un synode national ; il en est d'ailleurs modérateur en 1872 : il propose alors une formule de compromis, mais ne peut éviter le schisme. 
Il meurt le 7 mars 1873 à Nîmes, près de 30 ans après son épouse Jeanne Louise Florestine Eveline Girard (1803-1834). Il a deux filles, Élise, épouse d'Henri de Rouville, et Gasparde Marie Mathilde, épouse d'Alfred Silhol, et un fils, Émile.

## Ouvrages
- Foi et Tolérance, Nîmes, Ballivet et Fabre, 1844 (BNF 30248203).
- Deux nécessités du protestantisme en France, Nîmes, Ballivet et Fabre, 1846 (BNF 36347305).
- La Foi à l'Évangile, Strasbourg, Silbermann, 1858 (BNF 30248202).
- Notice sur M. le pasteur Fontanès, Nîmes, Clavel-Ballivet, 1863 (BNF 30248207).
- Notice sur M. le baron Achille de Daunant, ancien pair de France, Nîmes, Clavel-Ballivet, 1868 (BNF 30248206).

## Pour approfondir